# Helpis longipalpis
Helpis longipalpis är en spindelart som beskrevs av Gardzinska, Zabka 20. Helpis longipalpis ingår i släktet Helpis och familjen hoppspindlar. Inga underarter finns listade i Catalogue of Life.